# باشگاه فوتبال همسوورث مینرز ولفار
باشگاه فوتبال همسوورث مینرز ولفار (به انگلیسی: Hemsworth Miners Welfare Football Club) یک باشگاه فوتبال در شهر همسوورث، کشور انگلستان است که در سال ۱۹۸۱ میلادی تأسیس شده‌است.